# Duisburg-Großenbaum (stacja kolejowa)
Duisburg-Großenbaum – stacja kolejowa w Duisburgu, w dzielnicy Großenbaum, w kraju związkowym Nadrenia Północna-Westfalia, w Niemczech. Znajduje się tu 1 peron.
| Duisburg-Großenbaum           |  |                   |
| Linia Köln Hbf – Duisburg Hbf |  |                   |
| Duisburg Rahm                 |  | Duisburg-Buchholz |